# Pražman skvrnoploutvý
Pražman skvrnoploutvý (Calamus leucosteus) je paprskoploutvá ryba z čeledi mořanovití (Sparidae).
Druh byl popsán roku 1885 ichtyology Davidem Starrem Jordanem a Charlesem Henrym Gilbertem.

## Popis a výskyt
Maximální délka ryby je 46 cm.
Oválné a zploštělé tělo stříbřité barvy s duhovým modrým nádechem. Nepravidelné purpurově šedé skvrny na bocích. Duhově tmavě modrá linka pod okem.
Byla nalezena ve vodách západního Atlantiku: od Severní Karolíny po Jižní Floridu, Mexický záliv.